# Mario Albertini
Mario Aquilino Carlo Luigi Albertini (Pavía, 11 de marzo de 1885-Pavía, 17 de agosto de 1957) fue un deportista italiano que compitió en natación y remo. Ganó una medalla de plata en el Campeonato Europeo de Remo de 1907, en la prueba de cuatro con timonel.

## Palmarés internacional
| Campeonato Europeo | Campeonato Europeo    | Campeonato Europeo | Campeonato Europeo |
| Año                | Lugar                 | Medalla            | Prueba             |
| ------------------ | --------------------- | ------------------ | ------------------ |
| 1907               | Estrasburgo (Francia) | Medalla de plata   | Cuatro con timonel |